# Тома Левов
Тома Андреев Левов е български просветен деец от Македония.

## Биография
Тома Левов е роден в село Айватово, тогава в Османската империя. Изпратен от екзарх Йосиф I Български, учи в Робърт колеж от 1879/1880 до 1882/1883 година, но не завършва. Става учител в българското училище в Сяр.
Участва в Първата световна война в 11-и дивизионен лазарет. Загива на 30 юли 1918 година в 3/5-а полска болница.